# HAPPY (BUMP OF CHICKENの曲)
『HAPPY』（ハッピー）は、BUMP OF CHICKENの16枚目のシングル。2010年4月14日にトイズファクトリーから発売された。

## 概要
- 前作「R.I.P./Merry Christmas」から4ヶ月半ぶりのリリースとなる。本作は翌週の4月21日発売の「魔法の料理 〜君から君へ〜」との初の2週連続リリースによる発売となる。
- BUMP OF CHICKENでは初となるオリコン月間シングルチャート1位を獲得した（ちなみに2位は次作「魔法の料理 〜君から君へ〜」）。
- CS放送の『MUSIC ON! TV』『スペースシャワーTV』『MUSIC JAPAN TV』『MTV』のランキング番組のチャートにランクインせず、「魔法の料理〜君から君へ〜」のみランクインしている。

## 収録曲
- 全曲作詞・作曲：藤原基央　編曲：BUMP OF CHICKEN

1. HAPPY [6:01]
『orbital period』以降のストック曲の中では最も古く、前作「R.I.P」「Merry Christmas」よりも先に作られている[1]。藤原の同世代の友人に起きた出来事にインスパイアされて制作された[2]。
PVは4月10日に六本木ヒルズアリーナで行われた「BUMP OF CHICKEN SECRET」で演奏しているものが使われている。
スピッツの草野マサムネは本曲をフェイバリットに挙げており、2019年9月1日に放送された「SPITZ 草野マサムネのロック大陸漫遊記」（TOKYO FM）の中で「泣きそうになったじゃなくてマジで泣いた曲」「震災の年によく聴いていた」エピソードを明かしている[3]。
高橋久美子がパーソナリティを務める「うたことば」（NHKラジオ第1放送）のBUMP OF CHICKEN特集時では、歌詞にまつわる視聴者からの投稿ランキングで本楽曲が1位となった[4]。
2012年の「GOLD GLIDER」ツアーより長らく演奏されていなかったが、2023年に行われたアリーナツアー「be there」で約11年ぶりに演奏された。
2. pinkie [5:04]
インターネットサイト『1924.jp』テーマソング、フジテレビ系列トークドキュメンタリー番組『1924』エンディングテーマ。
「スノースマイル」と同じく彼らには珍しいフェードアウトで終わる曲で、プロデューサーから「桜をテーマに曲を書いてほしい」というオファーを受けて書いた曲である[2]。
ライブでは長らく演奏されたことがなかったが、2017年から2018年のツアー「PATHFINDER」にて初演奏された。

- 隠しトラックに「ラブ・トライアングル 君と僕と委員長ver.」（作詞・作曲：BUMP OF CHICKEN）が収録されている。

## 収録アルバム
- 『COSMONAUT』（#1）
- 『BUMP OF CHICKEN II ＜2005-2010＞』（#1）